# 定性
定性（ていせい、英語: definiteness）とは意味・機能的概念で、対象が限定されるかどうかを表す要素である。対象が限定されるものを定（definite）、されないものを不定（indefinite）という。
なお、定性は「特定性」（specificity）と区別される。例えば、ドアの向こうに人がいるのが分かるが、誰だか限定できない場合、不定特定（indefinite specific）である。
冠詞というカテゴリーに属する形態素をもつ言語がある。例えば英語では定である対象には定冠詞 the を、またフランス語では男性名詞には le 、女性名詞には la 、名詞複数形には les を前接させる。また英語では不定である対象には単数の場合、不定冠詞 a または an を前接させ、複数名詞はそのままで用いる。フランス語では男性名詞には un 、女性名詞には une を前接させ、複数名詞には des を前接させる。それぞれ、詳細は英語の冠詞およびフランス語の限定詞を参照。
日本語では話題を助詞「は」という文法的な方法で表示するが、主題は意味・機能上、定的か不定特定であることが要請されるため、不定不特定のものは「は」をつけて主題にすることができない。
1a. 太郎が花子と結婚した（こと）→太郎は花子と結婚した。
1b. 見知らぬ人が花子と結婚した（こと）→*見知らぬ人は花子と結婚した。
2a. 太郎が昨日、私の家に遊びに来た（こと）→太郎は昨日、私の家に遊びに来た。
2b. ある人が昨日、私の家に遊びに来た（こと）→*ある人は昨日、私の家に遊びに来た。（但し、対比の解釈では可）
クラス概念（「...というもの」）はその成員が限定されていないため不定である。しかしどの成員に対しても成立つことから特定的といえる。このような場合、日本語では「は」で表示されるが、英語では無冠詞複数形で表現され、フランス語では定冠詞で表される。
3a. 鯨は哺乳類である。
3b. Whales are mammals.
3c. Les baleines sont des mammifères.